# Harrisimemna trisignata
Harrisimemna trisignata är en fjärilsart som beskrevs av Walker 1856. Harrisimemna trisignata ingår i släktet Harrisimemna och familjen nattflyn. Inga underarter finns listade i Catalogue of Life.